# Prnjavor (żupania brodzko-posawska)
Prnjavor – wieś w Chorwacji, w żupanii brodzko-posawskiej, w gminie Oprisavci. W 2011 roku liczyła 232 mieszkańców.